# Donald D'Haene
Donald D'Haene és un escriptor i l'autor de l'autobiografia "Father's Touch", llibre on dona detalls de les seves experiències que va patir amb els abusos sexuals per part del seu pare, i també de la política tolerant i laxitud dins la comunitat dels Testimonis de Jehovà i pels abusos a nens en les famílies d'aquesta religió.
Donald ara viu a London, Ontario, Canadà, amb la seva mare, el seu amant, i tres gats, Edgar, Niles, i Mr. Meow.